# Kleinmond
Kleinmond ist eine Stadt in der Lokalgemeinde Overstrand, im Distrikt Overberg der südafrikanischen Provinz Westkap. Das ehemalige Fischerdorf liegt im Zentrum des Fynbos Floral Kingdom – eines weltweit einzigartigen Lebensraums der Tier- und Pflanzenwelt, der zum UNESCO-Weltkulturerbe gehört.
Da die Mündung des nahe gelegenen Flusses Botrivier über längere Zeit durch eine Sandbank blockiert wurde, floss er durch einen kleineren Seitenarm ins Meer. Es bildete sich eine kleine Lagune. Dieses Landschaftsbild gab den Anlass zum Namen „Kleine Mündung“.

## Geografie
Kleinmond befindet sich an der Sandown Bay des Atlantiks und liegt 25 Kilometer nordwestlich von Hermanus und 101 Kilometer südöstlich von Kapstadt. Gemäß einer Volkszählung hatte Kleinmond 6634 Einwohner (Stand 2011).

## Geschichte
Seit rund 20.000 Jahren ist dieser Küstenbereich besiedelt. 
Bereits 1860 wurde der Ort als Sommerferienort der Farmer aus Caledon genutzt, heute kommen zu den ständigen Bewohnern in der Ferienzeit noch rund 20.000 Touristen hinzu.
Der Ort wurde 1929 als Township proklamiert und erlangte 1959 den Stadtstatus. Ursprünglich trug der Ort den Namen Kleinmondstrand wegen der schmalen Mündung des Botrivier und seiner Sandzone. Im Jahr 1960 wurde der Ortsname auf Kleinmond verkürzt.
Der Schriftsteller D. F. Malherbe hatte hier ein Sommerhaus und schrieb an diesem Ort seine Novelle Hans die skipper.

## Sehenswürdigkeiten
- Kogelberg Nature Reserve, das erste Biosphärenreservat Südafrikas[3]
- Kleinmond Nature Reserve
- In der Umgebung von Kleinmond findet man nahe der Botrivier-Lagune im Rooisands Nature Reserve die einzige Wildpferdherde (rund 35 Tiere) in Südafrika
- Walbeobachtungen zwischen Mai und Dezember